# Kreuz Hilden
Kreuz Hilden is een knooppunt voor auto- en motorverkeer in de Duitse deelstaat Noordrijn-Westfalen, oostelijk van  deelstaathoofdstad Düsseldorf en westelijk van de stad Wuppertal.
Op dit knooppunt kruist de A3, van de Nederlandse grens ten noordwesten van Elten tot de Oostenrijkse grens ten zuiden van Passau, de A46 van Heinsberg-Kreuz Wuppertal-Nord. Van het jaar 2019 tot naar verwachting 2022 vinden hier uitgebreide werkzaamheden plaats, met hinder en afsluitingen, de brug wordt vernieuwd.

## Richtingen knooppunt
| Aansluitende wegen          | Aansluitende wegen | Aansluitende wegen                               | Aansluitende wegen | Aansluitende wegen |
| --------------------------- | ------------------ | ------------------------------------------------ | ------------------ | ------------------ |
|                             |                    | richting Düsseldorf-Nord / Duisburg / Oberhausen |                    |                    |
|                             |                    |                                                  |                    |                    |
| richting Düsseldorf / Neuss | richting Wuppertal |                                                  |                    |                    |
|                             |                    |                                                  |                    |                    |
|                             |                    | richting Keulen / Frankfurt am Main              |                    |                    |